# McGowan
McGowan az Amerikai Egyesült Államok északnyugati részén, Washington állam Pacific megyéjében elhelyezkedő kísértetváros.
Az Ilwaco Railway and Navigation Company egykori keskeny nyomtávú vasútvonala mentén fekvő település egyetlen fennmaradt jelentős épülete a katolikus templom.
1921 és 1935 között itt volt az Oregon állambeli Astoria és a Pacific megyei Megler között járó komp egyik kikötője.

## Fordítás
- Ez a szócikk részben vagy egészben  a   McGowan, Washington című angol Wikipédia-szócikk ezen változatának fordításán alapul.  Az eredeti cikk szerkesztőit annak laptörténete sorolja fel. Ez a jelzés csupán a megfogalmazás eredetét és a szerzői jogokat jelzi, nem szolgál a cikkben szereplő információk forrásmegjelöléseként.